# 7506 Lub
7506 Lub è un asteroide della fascia principale. Scoperto nel 1960, presenta un'orbita caratterizzata da un semiasse maggiore pari a 3,2066590 UA e da un'eccentricità di 0,1439497, inclinata di 0,37835° rispetto all'eclittica.